# Dirty Rice

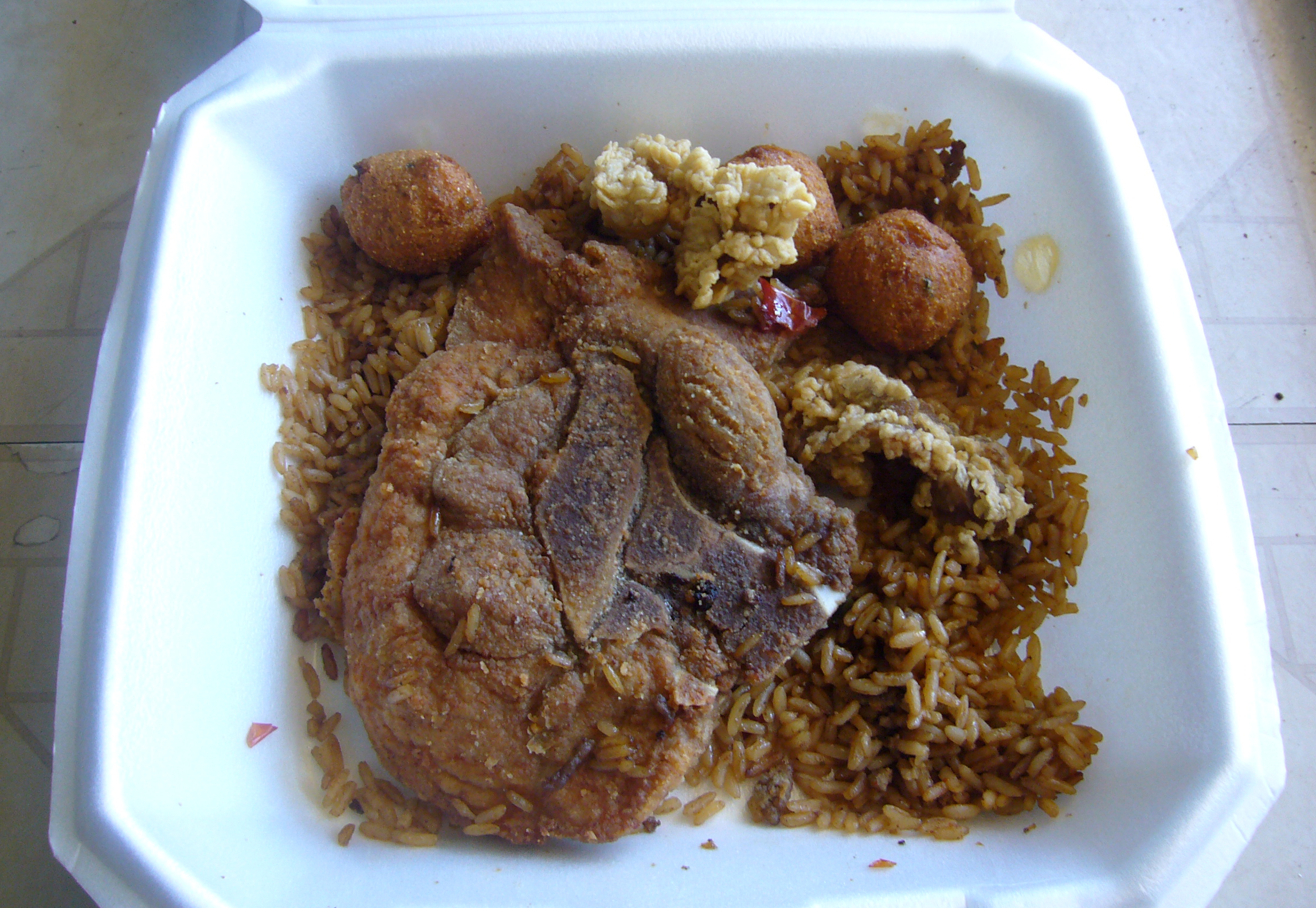
Dirty Rice mit Schweinekotelett

Dirty Rice („dreckiger Reis“) ist ein traditionelles Gericht der Cajun-Küche. 
Es besteht aus Reis, der zusammen mit Geflügelklein, vor allem Hühnerleber und -mägen, gekocht wird, die ihm sein charakteristisches dunkles („dreckiges“) Aussehen geben. Die „Heilige Dreifaltigkeit“ der Cajun-Küche, Gemüsepaprika, Zwiebeln und Staudensellerie, gehört zum Gericht. Petersilie und Lauchzwiebeln sind häufige Ergänzungen.
Die größte Verbreitung genießt das Gericht in den Cajun-Gebieten von Louisiana und in Mississippi, ist aber auch in anderen Regionen der US-Südstaaten verbreitet. Die US-Armee benannte das Gericht in Cajun rice with sausage („Cajun-Reis mit Wurst“) um, als sie es in einer Einmannpackung zur Truppenverpflegung anbot.